# Teenage Dream (píseň)
„Teenage Dream“ je píseň americké popové zpěvačky Katy Perry. Píseň byla vydána jako druhý singl z jejího stejnojmenného alba dne 23. července 2010. Text písně napsali Perry, Bonnie McKee, Dr. Luke, Max Martin a Benny Blanco. McKee popsal „Teenage Dream“ jako píseň, která navrací k euforickým pocitům zamilovanosti teenagerů, zatímco Perry popsala, že ji píseň připomíná mládí.
Názory kritiků byly zpočátku rozdílné. Píseň však získala retrospektivní kritické ohlasy, přičemž časopis Glamour ji označil jako „jednu z nejlepších popových písní všech dob“. Píseň se umístila na vrcholu žebříčku Billboard Hot 100 a stala se třetím singlem Perry, který se umístil na prvním místě tohoto žebříčku a jejím druhým po sobě jdoucím singlem číslo jedna po „California Gurls“. Umístil se na prvním místě také v Irsku, na Novém Zélandu a na Slovensku.

## Hitparáda
| Země        | Umístění |
| ----------- | -------- |
| Austrálie   | 2        |
| Kanada      | 2        |
| Anglie      | 2        |
| Nový Zéland | 1        |
| USA         | 1        |
| Dánsko      | 13       |
| Irsko       | 1        |
| Švédsko     | 21       |
| Česko       | 9        |
| Evropa      | 5        |
| Německo     | 6        |
| Nizozemí    | 4        |

| "Love The Way You Lie" od Eminem featuring Rihanna | USA #1 hity 18. září ~ 1. října 2010          | "Just The Way You Are" od Bruno Mars  |
| "Dynamite" od Taio Cruz                            | Nový Zéland #1 hity 30. srpna ~ 26. září 2010 | "Only Girl (In the World)" od Rihanna |
| "Dynamite" od Taio Cruz                            | Irské #1 hity 2. září ~ 9. září 2010          | "For the First Time" od The Script    |